# Коновалов, Павел Васильевич

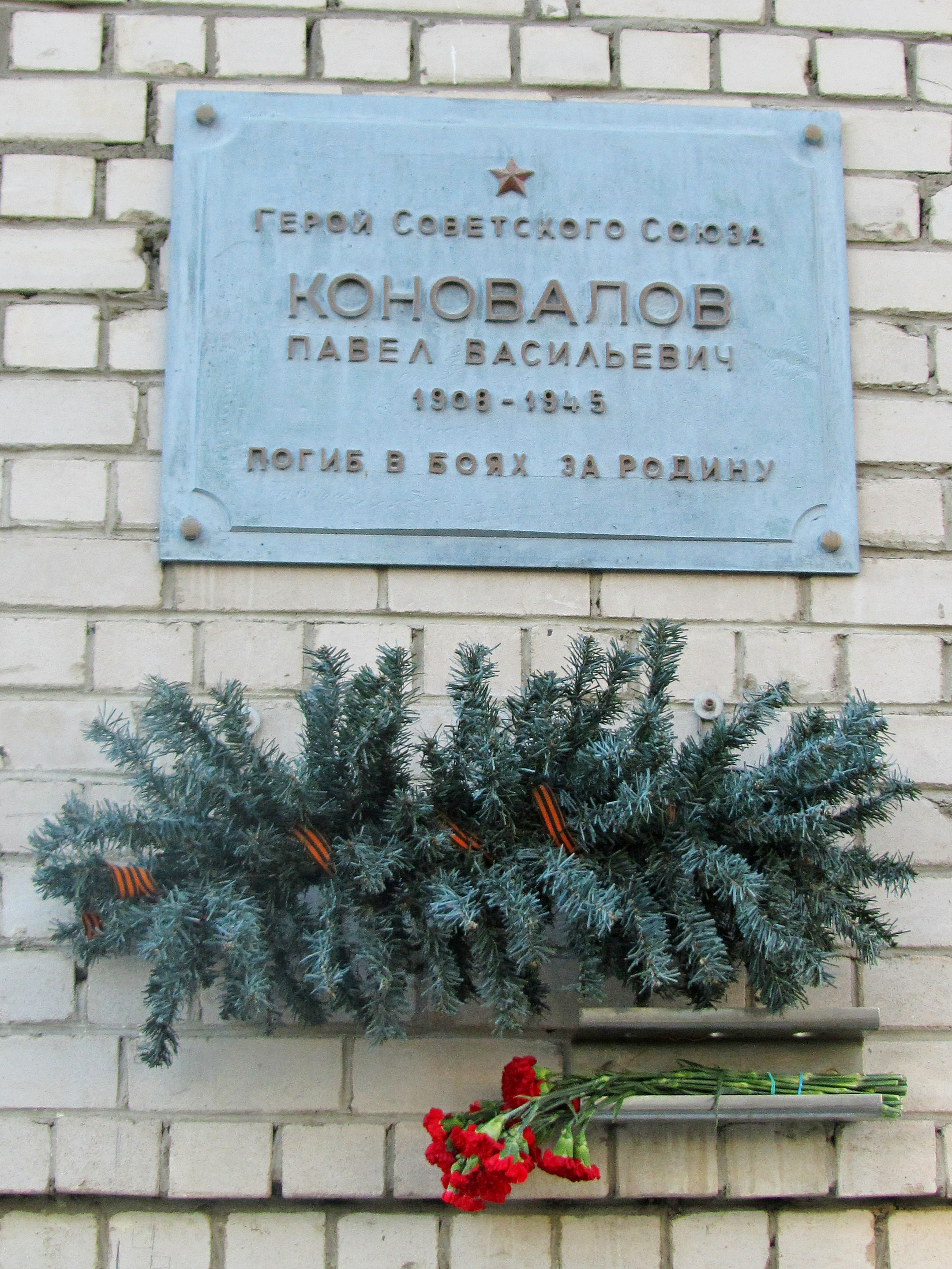
Памятная доска на Улице Коновалова в Северодвинске

Па́вел Васи́льевич Конова́лов (16 [29] июня 1908, Астрахань — 30 января 1945, Штольценберг, Марка Бранденбург) — советский офицер, танкист, участник Великой Отечественной войны, Герой Советского Союза (1945, посмертно).

## Биография
Павел Коновалов родился 16 (29) июня 1908 года в семье служащего в городе Астрахани Астраханской губернии. Русский.
После окончания средней школы с 1928 года работал на Юго-Восточной железной дороге рабочим. На станции Новохопёрск был подсобным рабочим, продавцом в рабочем кооперативе, кочегаром паровоза.
В 1930—1932 годах служил в Рабоче-крестьянской Красной Армии в составе 7-й батареи 8-го дивизиона 113-го артиллерийского полка (Астрахань). 
Член ВКП(б) с 1932 года.
После службы в армии в 1933—1935 годах учился Пермской Высшей коммунистической сельскохозяйственной школе (с 1935 года в городе Кургане Челябинской области, ныне Курганской области). Затем в 1935 году поступил в Уральский индустриальный институт на факультет сварочного производства. После его окончания в 1940 году по распределению направлен в город Молотовск (ныне Северодвинск) Архангельской области, где работал старшим инженером-технологом по сварке на заводе № 402 (ныне ОАО «ПО «Севмаш»).
Несмотря на то, что Коновалов имел бронь (отсрочку от призыва) как опытный специалист, в июне 1942 года он подал несколько заявлений с просьбой послать его на фронт. 18 сентября 1942 года повторно призван Молотовским райвоенкоматом Архангельской области. Направлен в военно-политическое училище имени Фрунзе, которое располагалось в городе Горький. 27 января 1943 года присвоено звание старший лейтенант. В феврале 1943 года получил назначение заместителем командира танковой роты по политической части.
Участник Великой Отечественной войны.
После лечения тяжёлой контузии, полученной в Курской битве, Павел Васильевич прибыл на Ленинградский фронт в качестве парторга 2-го батальона 220-й отдельной танковой бригады. Несмотря на штатное расписание, парторг по собственной инициативе был определён в экипаж танка Т-34 и в кратчайший срок так овладел танковыми специальностями, что мог заменить любого члена экипажа.
В июле 1943 года направлен на учёбу, в апреле 1944 года окончил Горьковское военно-политическое училище. Находился в резерве. С 16 июня 1944 года парторг бюро ВКП(б) 2-го танкового батальона 220-й отдельной танковой бригады. 14 июля 1944 года присвоено звание капитан.
14 января 1945 года парторг танкового батальона 220-й отдельной танковой бригады 5-й ударной армии 1-го Белорусского фронта капитан Коновалов отличился в Висло-Одерской операции при прорыве переднего края обороны в районе Магнушевского плацдарма. Одним из первых капитан Коновалов, пройдя на танке сквозь минные поля и подавив артиллерийскую батарею противника, вышел к реке Пилице (Польша). Форсировав реку, его экипаж обеспечил переправу подоспевшим советским частям.
В боях за город Скерневице капитан Коновалов, командуя 2-м танковым имени майора Ушакова батальоном, прорвался в город. В ходе уличных боёв его экипаж уничтожил одно орудие и три пулемётные точки противника. 
30 января 1945 года Павел Васильевич Коновалов погиб в бою у населённого пункта Штольценберг земельного округа Ландсберг (нем. Landkreis Landsberg (Warthe)) провинции Бранденбург Свободного государства Пруссия Германской империи, ныне село Ружанки (пол. Różanki (wieś w województwie lubuskim)) гимны Клодава Гожувского повята Любушского воеводства Польши.
Похоронен в 15 метрах восточнее дороги на восточной окраине города Фридеберг, ныне город Стшельце-Краеньске Стшелецко-Дрезденецкого повята Любушского воеводства Польши. Перезахоронен в городе Гожув-Велькопольски Любушского воеводства Польши.
Указом Президиума Верховного Совета СССР от 31 мая 1945 года «за мужество и героизм, проявленные в боях за освобождение Польши», капитану Коновалову Павлу Васильевичу посмертно присвоено звание Героя Советского Союза.

## Награды и звания
- Герой Советского Союза, 31 мая 1945 года[5]
  - Медаль «Золотая Звезда»
  - Орден Ленина
- Орден Отечественной войны II степени, 2 февраля 1945 года[6]

## Семья
Отец Василий Архипович Коновалов, мать Евдокия Матвеевна, младшие братья Аркадией и Сергей. 
Жена Александра Дмитриевна Петренко, дети: Владимир, Тамара и Александр.

## Память
- 29 декабря 1978 года в Северодвинске именем П. В. Коновалова была названа новая улица. В 1985 году на доме № 2а на этой улице установлена мемориальная доска.
- Улица Коновалова в Трусовском районе Астрахани.
- В июне 2008 года в Астрахани установлена мемориальная доска на здании филиала АГУ в АЦКК на ул. Коновалова, 2б[8].
- 29 апреля 2010 года в здании заводоуправления ОАО «ПО „Севмаш“» открыта мемориальная доска в честь П. В. Коновалова.
- На Кавезинском кладбище (Пушкинский район Московской области) установлен кенотаф П. В. Коновалова[2].
- В 2010 году аудитория М-325 на механико-машиностроительном факультете Уральского федерального университета имени первого Президента России Б.Н. Ельцина названа его именем.